# Carlos Sánchez-Gutiérrez
Carlos Sánchez Gutiérrez (Ciudad de México, 1964) es un compositor y profesor mexicano. En la actualidad reside cerca de Rochester, New York.
Sánchez Gutiérrez creció en Guadalajara estudió en la Universidad de Guadalajara, y posteriormente en EE. UU.: Peabody Conservatory of Music, Yale University, Princeton University, y en el Centro de Música de Tanglewood, con Henri Dutilleux, Jacob Druckman, and Martin Bresnick.
Su catálogo incluye obras para orquesta, conjunto de cámara, coro y solistas, y refleja a menudo el interés del compositor en el arte contemporáneo y la literatura.
Sánchez-Gutiérrez es actualmente es Profesor de Composición en la Eastman School of Music en Rochester, Nueva York, puesto que tiene desde julio de 2003.  De 1995 a 2003, Sánchez-Gutiérrez fue miembro de la Facultad de la Universidad Estatal de San Francisco, donde impartió cursos de teoría musical y composición y codirige al Eastman BroadBand Ensemble. En 2002, fue profesor invitado de composición en Yale University.

## Honores
- 1993: Medalla Mozart
- Guggenheim
- Fulbright
- Fromm
- Barlow
- Rockefeller
- Bogliasco
- Koussevitzky.